# Hoogezand-Sappemeer
Hoogezand-Sappemeer a fost o comună în provincia Groningen, Țările de Jos. Era cea de a doua comună ca populație din provincie, după orașul Groningen. Era renumită pentru construcția de nave.
Autostrada A7 (drumul european E 22, Amsterdam-Groningen-Germania) traverseaza fosta comună. Există, de asemenea, o linie de cale ferată care leagă orașul cu Groningen și Nieuweschans/Leer (Germania). În comună erau patru gări: Kropswolde, Martenshoek, Hoogezand-Sappemeer și Sappemeer Oost. 

## Localități componente
Achterdiep, Borgercompagnie, Borgweg, Foxham, Foxhol, Foxholsterbosch, Hoogezand, Jagerswijk, Kalkwijk, Kiel-Windeweer, Kleinemeer, Kropswolde, Lula, Martenshoek, Meerwijck, Nieuwe Compagnie, Sappemeer, Tripscompagnie, Waterhuizen, Westerbroek, Wolfsbarge.